# Helicops scalaris
Helicops scalaris är en ormart som beskrevs av Jan 1865. Helicops scalaris ingår i släktet Helicops och familjen snokar. Inga underarter finns listade i Catalogue of Life.
Arten lever i nordvästra Venezuela kring Maracaibosjön samt i angränsande områden av departementet Norte de Santander i Colombia. Helicops scalaris simmar ofta för att jaga fiskar och den besöker även bräckt vatten. Denna orm äter bland annat inälvsmat som fiskare överlämnade till ormen. Arten äter även introducerade fiskar som tillhör gruppen Tilapia. Honor lägger inga ägg utan föder levande ungar.
Denna orm har bra förmåga att uthärda vattenföroreningar. IUCN kategoriserar arten globalt som livskraftig.